# Proteus (vệ tinh)
Proteus (/ˈproʊtiːəs/ PROH-tee-əsPROH-tee-əs; tiếng Hy Lạp: Πρωτεύς), cũng được biết đến là Neptune VIII, là vệ tinh tự nhiên lớn thứ hai của Sao Hải Vương, và là vệ tinh bên trong lớn nhất của Sao Hải Vương. Được phát hiện bởi tàu vũ trụ Voyager 2 vào năm 1989, nó được đặt tên theo thần Proteus, vị thần biển cả có khả năng thay đổi hình dạng trong Thần thoại Hy Lạp. Vệ tinh Proteus quay quanh Sao Hải Vương với một quỹ đạo gần như gần xích đạo ở khoảng cách vào khoảng 4,75 lần bán kính quỹ đạo của hành tinh.
Mặc dù là một thiên thể chủ yếu là băng có đường kính hơn 400 km, hình dạng của Proteus chệch đi đáng kể khỏi một hình elip. Nó có hình giống một khối đa diện dị hình hơn với một vài mặt hơi lõm và lồi lên cao tới 20 km. Bề mặt của nó tối, có màu trung lập, và bị va chạm nặng nề. Hố va chạm lớn nhất của vệ tinh Proteus là Pharos, có đường kính hơn 230 km. Cũng có một số vách đá, rãnh khe và thung lũng liên quan tới những hố va chạm lớn.
Vệ tinh Proteus hẳn không phải một thiên thể gốc hình thành cùng với Sao Hải Vương; nó có lẽ đã phát triển dần lên quanh một hạt nhân sau đó từ những mảnh vụn được tạo ra khi vệ tinh lớn nhất của Sao Hải Vương Triton bị bắt giữ.

## Khám phá và quỹ đạo
Vệ tinh Proteus được phát hiện ra từ những bức ảnh chụp bởi tàu thăm dò vũ trụ Voyager 2 hai tháng trước chuyến bay qua Sao Hải Vương vào tháng 8 năm 1989. Nó nhận được ký hiệu tạm thời là S/1989 N 1. Stephen P. Synnott và Bradford A. Smith tuyên bố sự phát hiện ra nó vào ngày 7 tháng 7 năm 1989, chỉ nói tới "17 khung hình chụp trong vòng 21 ngày", như vậy ngày khám phá ra nó là đâu đó trước ngày 16 tháng 6.
Vào ngày 16 tháng 9 năm 1991, S/1989 N 1 được đặt tên theo thần Proteus, vị thần biển cả có khả năng thay đổi hình dạng trong thần thoại Hy Lạp.
Vệ tinh Proteus quay quanh Sao Hải Vương ở một khoảng cách xấp xỉ bằng với 4,75 lần bán kính quỹ đạo của hành tinh. Quỹ đạo của nó có độ lệch tâm nhỏ và nghiêng khoảng 0,5° so với xích đạo của hành tinh. Vệ tinh Proteus là vệ tinh thông thường có cùng hướng quay lớn nhất của Sao Hải Vương. Nó tự quay đồng bộ với chuyển động quay quỹ đạo, tức là một mặt của nó luôn hướng về hành tinh.

## Đặc điểm vật lý
Vệ tinh Proteus là vệ tinh lớn thứ hai của Sao Hải Vương. Nó có đường kính khoảng 420 kilomet, lớn hơn cả vệ tinh Nereid, vệ tinh thứ hai được phát hiện. Nó không được phát hiện qua các kính viễn vọng đặt trên Trái Đất bởi vì nó ở gần Sao Hải Vương tới nỗi nó mất đi ánh sáng phản xạ lại ánh sáng mặt trời. Bề mặt của vệ tinh Proteus tối—xuất phản chiếu hình học vào khoảng 10%. Màu sắc bề mặt của nó thì trung lập vì năng suất phản xạ không thay đổi đáng kể với bước sóng từ tím sang xanh lá. Dưới tia hồng ngoại khoảng 2 μm bề mặt Proteus trở nên ít phản chiếu hơn, hướng tới khả năng xuất hiện một hợp chất hữu cơ phức tạp ví dụ như hydrocarbon hoặc xyanua. Những hợp chất này có thể chịu trách nhiệm cho suất phản chiếu thấp của các vệ tinh bên trong của Sao Hải Vương. Mặc dù vệ tinh Proteus thường được các nhà khoa học nghĩ rằng chứa một lượng quan trọng nước đá, nó vẫn chưa được phát hiện ra dưới kinh quang phổ trên bề mặt.
Hình dạng của vệ tinh Proteus thì gần giống một khối cầu với bán kính vào khoảng 210 km, mặc dù sự sai lệch đi so với hình dạng khối cầu là lớn—lên tới 20 km; các nhà khoa học tin rằng nó cũng lớn bằng một thiên thạch mà khối lượng riêng của nó có thể mà không bị kéo thành một hình dạng cầu hoàn hảo bởi chính trọng lực của nó. Vệ tinh Mimas của sao thổ có hình dạng elip dù hơi nhẹ hơn cả vệ tinh Proteus, có lẽ là do nhiệt độ cao hơn gần Sao Thổ hoặc nhiệt thủy triều. Proteus hơi kéo dài về hướng Sao Hải Vương, mặc dù hình dạng tổng thể của nó thì gần với một hình đa diện bất thường hơn là một ellipsoid ba trục. Bề mặt Proteus có một vài mặt phẳng hoặc mặt hơi lõm có đường kính từ 150 tới 200 km. Chúng chắc là những hố va chạm bị xuống cấp.
Vệ tinh Proteus bị va chạm nặng nề, không cho thấy một dấu hiệu nào của bất cứ sự biến đổi về mặt địa chất. Hố va chạm lớn nhất, Pharos, có đường kính từ 230 tới 260 km. Độ sâu của nó vào khoảng 10–15 km. Hố va chạm này vòm ở chính giữa ở đáy của nó với chiều cao vài kilomet. Pharos là đặc điểm bề mặt duy nhất được đặt tên trên vệ tinh này: cái tên này là tiếng Hy Lạp và chỉ hòn đảo nơi Proteus trị vì. Ngoài Pharos ra, có một vài hố va chạm có đường kính khoảng 50–100 và nhiều cái khác nữa có đường kính dưới 50 km.
Địa mạo thứ hai tìm thấy trên vệ tinh là các đặc điểm chiều dài như vách đá, thung lũng và rãnh khe. Cái nổi trội nhất chạy song song với xích đạo cho tới phía tây Pharos. Những đặc điểm này có khả năng được tạo ra như là kết quả của các va chạm khổng lồ, thứ đã tạo nên Pharos và các hố va chạm lớn khác hoặc là kết quả của áp lực thủy triều từ Sao Hải Vương.

## Hình ảnh

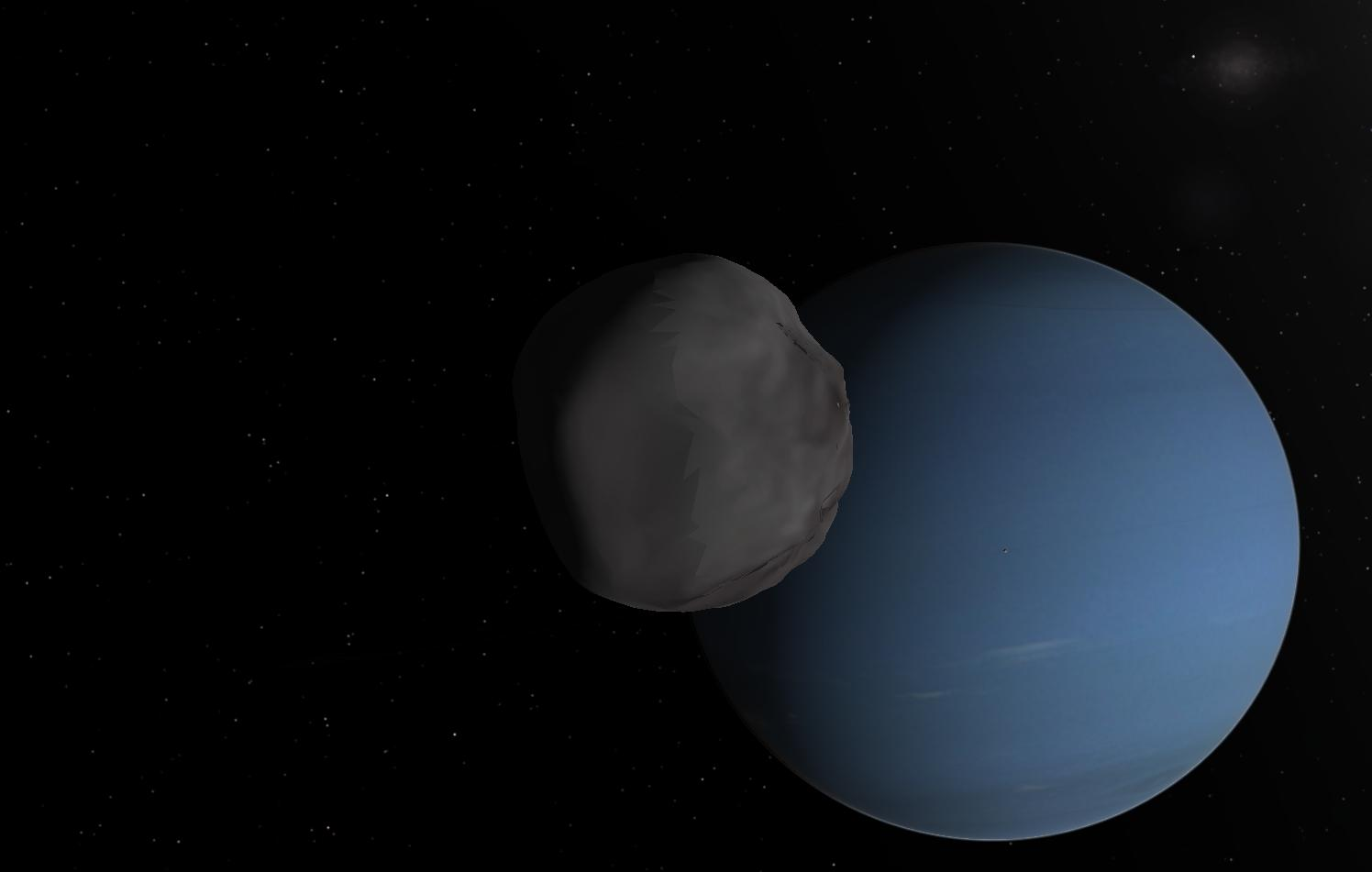
Một hình ảnh tái hiện của Proteus đang quay quanh Neptune
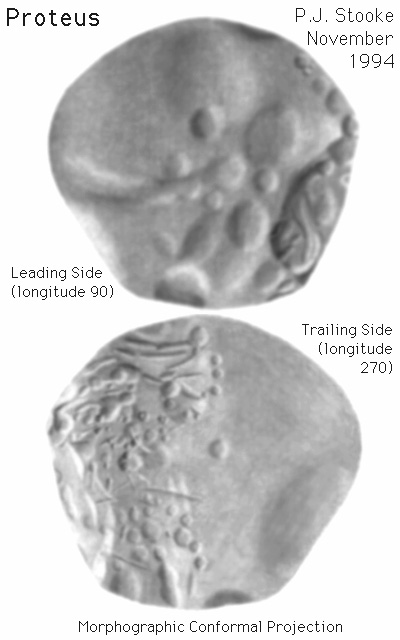
Bản đồ Proteus
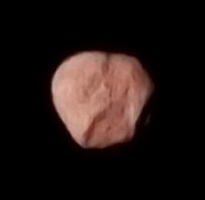
Bức ảnh màu duy nhất được chụp của Proteus, cho thấy màu đỏ hồng của nó